# Missing in America
Pour plus de détails, voir Fiche technique et Distribution.
Missing in America est un film américain réalisé par Gabrielle Savage Dockterman, sorti en 2005.

## Synopsis
Jake Neely, un vétéran du Vietnam, vit en exil dans les forêts du Nord Ouest des États-Unis. Henry, un ancien soldat, et sa fille américano-vietnamienne, Lenny, viennent lui rendre visite. Henry se meurt d'un cancer provoqué par l'exposition à l'Agent Orange et veut confier sa fille à Jake, mais ce dernier refuse. Le lendemain, Henry disparaît, laissant Jake seul avec la petite Lenny...

## Fiche technique
- Titre : Missing in America
- Réalisation : Gabrielle Savage Dockterman
- Scénario :
- Musique : Sheldon Mirowitz
- Production :
- Origine :  États-Unis
- Durée : 1h42
- Date de sortie : 28 mai 2005
- Format : couleurs

## Distribution
- Danny Glover : Jake Neeley
- Ron Perlman : Red
- Linda Hamilton : Kate
- Zoë Weizenbaum : Lenny Hocknell
- David Strathairn : Henry R. Hocknell Jr.
- Tim Webber : Mitchell
- Gabrielle Rose : Cyd
- Frank C. Turner : Dinky
- Jesse Moss : Robert W. Gardner
- Ty Olsson : soldat
- Colin Lawrence : Jake jeune